# الحساسنة (برشيد)
لحساسنة هي قرية في إقليم برشيد منذ 2004 ضمن جهة الشاوية ورديغة بالغرب المغربي. كان مجموع عدد سكان الجماعة القروية لحساسنة 9.495 نسمة.(تعداد السكان الرسمي 2004)